# Sint-Lambertuskerk (Immerath)
Die Sint-Lambertuskerk (Duits: Kirche St. Lambertus) is een voormalige rooms-katholieke kerk in Immerath, een stadsdeel van Erkelenz (Noordrijn-Westfalen). Alhoewel het kerkgebouw een beschermd monument was, is de kerk omwille van de uitbreiding van de bruinkoolwinning in januari 2018 afgebroken.

## Geschiedenis

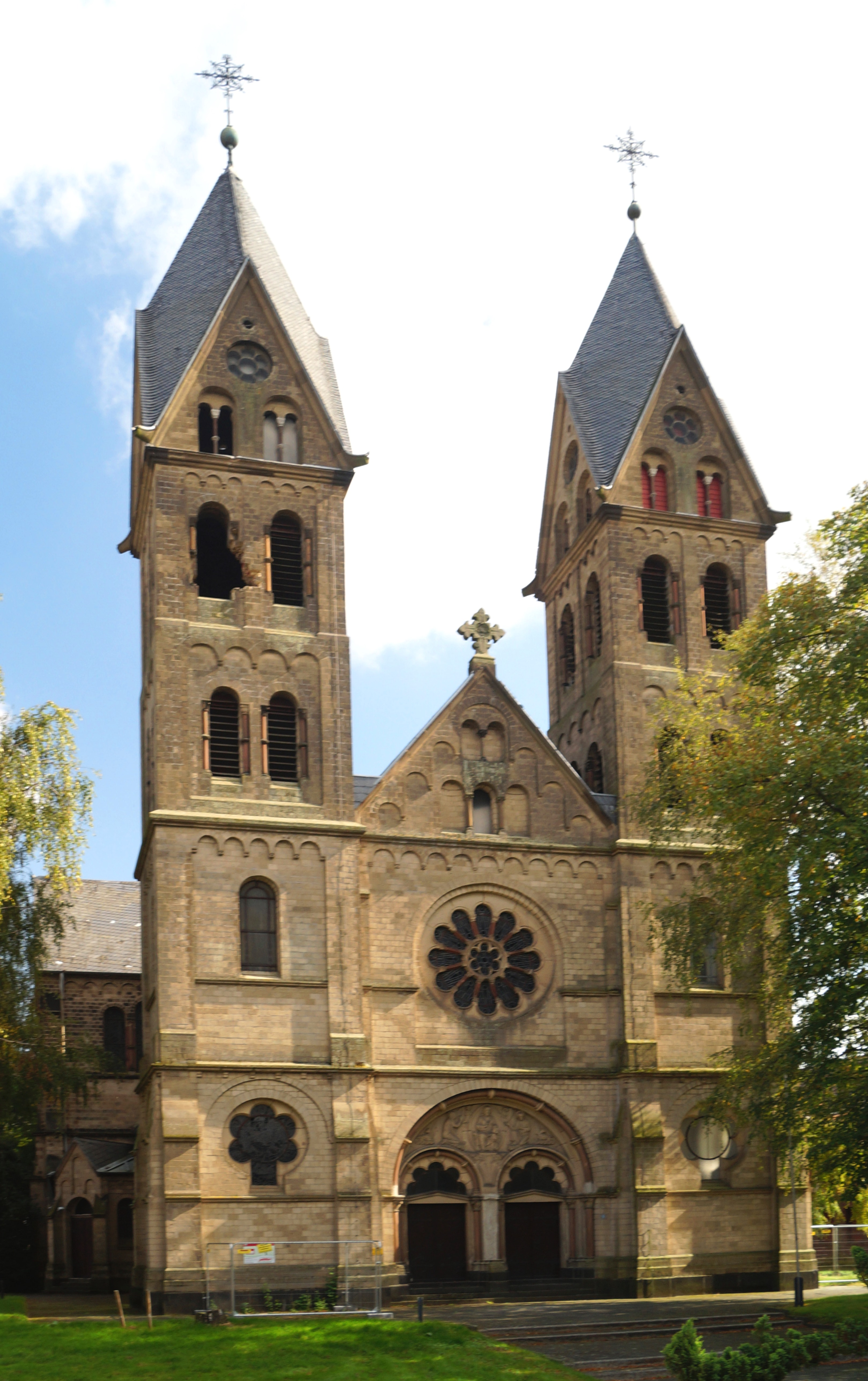

Het eerste kerkgebouw was waarschijnlijk een eenschepige romaanse kerk uit de 12e eeuw. Deze kerk werd in de 14e eeuw vergroot en bestond tot 1886. Toen besloot men een geheel nieuwe kerk te bouwen. De architect Erasmus Schüller (1861–1890) stelde meerdere ontwerpen voor, maar men koos voor een op de stijl van de 12e eeuw geïnspireerde basilicale bouwvorm.
Op 17 april 1888 begon de afbraak van de oude kerk en op 2 september 1888 werd de eerste steen voor een nieuwe kerk gelegd. Na de dood van de architect nam Theodor Roß uit Keulen de bouwleiding over. De wijding van de kerk volgde op 9 juli 1891.
Wegens oorlogsschade in februari 1945 volgde een grondige renovatie.   

### Sluiting en afbraak
Door de uitbreiding van de bruinkooldagbouw Garzweiler verdwijnen op termijn een twaalftal plaatsen, waaronder Immerath. Op 13 oktober 2013 werd de kerk in een plechtige mis ontwijd en de godslamp gedoofd.
Op 8 januari 2018 werd de kerk gesloopt. In de ochtend echter bezetten activisten van Greenpeace de kerk om dit te belemmeren, zonder het gewenste resultaat. Op zondag 7 januari werd nog een laatste herdenkingsbijeenkomst gehouden in het gebouw waarbij meer dan 300 belangstellenden aanwezig waren.

## Architectuur

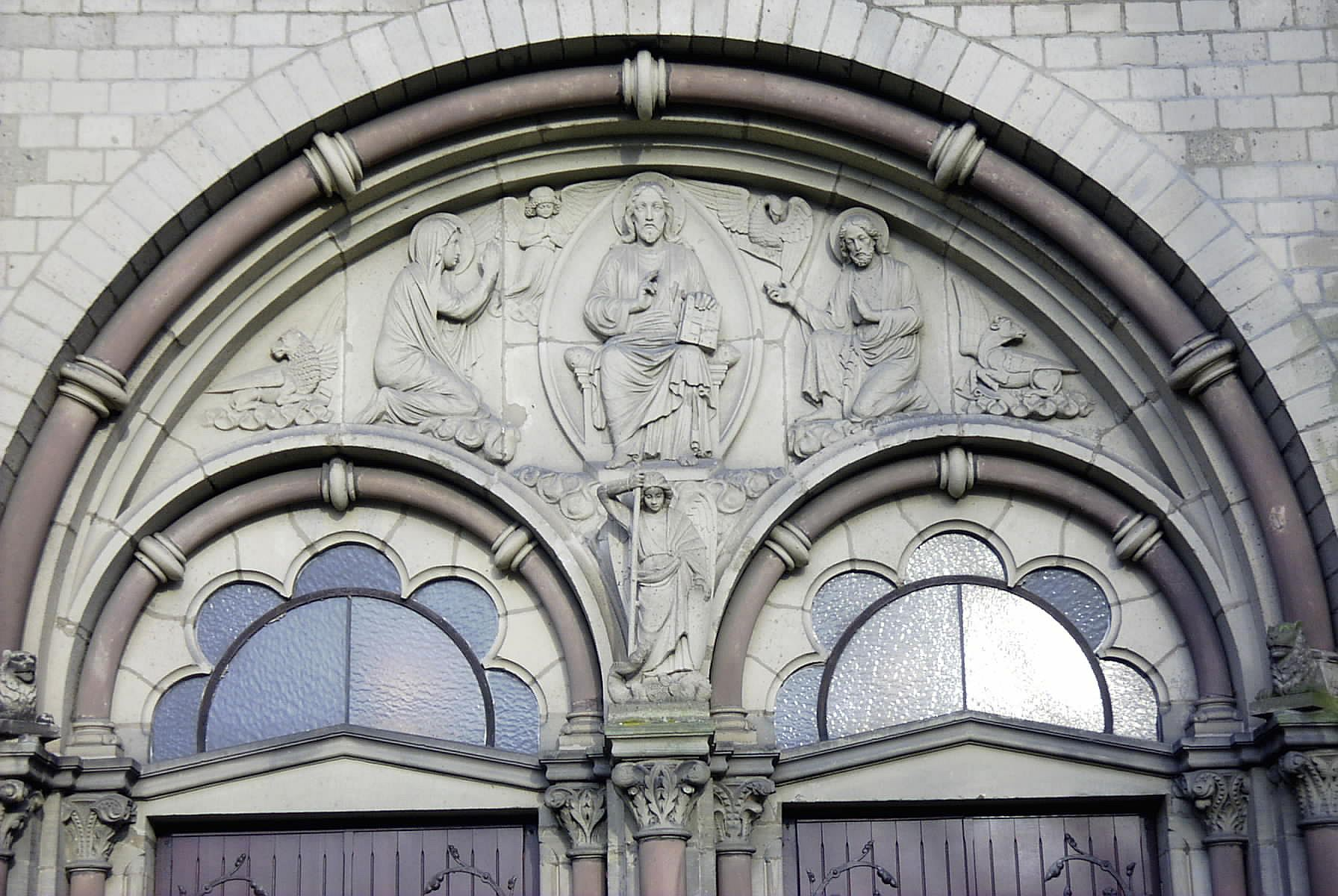
Tympanon

De kerk was een drieschepige tufsteenbasiliek van het gebonden systeem met twee traveeën in het middenschip en vier in het zijschip. Het transept was van halfronde zijkoren voorzien, terwijl het oostelijk middenkoor werd afgesloten door een halfronde apsis. Het interieur werd door een kruisribgewelf en een kruisgraatgewelf overspannen. Twee drie verdiepingen tellende torens met een rombische spits flankeerden de gevel.

## Voormalige interieur
Het grootste deel van het kerkmeubilair werd verkocht. Zo ging het hoogaltaar naar Polen en ook het orgel is verkocht naar Oost-Europa. In 2014 werden de historische klokken uit de toren getakeld.
- Het orgel met 17 registers uit 1893 werd door de gebroeders Müller uit Reiferscheid gebouwd en in 1970 door de orgelbouwfirma Karl Bach uit Aken vergroot en gerenoveerd.
- In de kerktoren hingen zes klokken uit de jaren 1496, 1670 en 1955.
- Het kerkgebouw bezat een stenen hoogaltaar, een Maria-altaar en een Jozef-altaar. Op de triomfbalk stond een kruisigingsgroep.

## Klokken
De klokken werden op 29 en 30 januari 2014 uit de beide torens getakeld. De vier bronzen klokken verhuisden mee naar Immerath (Neu) waar ze in de Kapelle St. Lambertus werden geïnstalleerd, de twee stalen klokken uit 1955 werden verkocht.
| Nr. | Naam              | Doorsnee (mm) | Gewicht (kg, ca.) | Slagtoon (Halve toon\|HT-1/16) | Gieter                                               | Gietjaar |
| 1   | Sebastianus       | 1.520         | 1.280             | d' -2                          | Bochumer Verein, Bochum                              | 1955     |
| 2   | Maria             | 1.270         | 770               | f' -2                          | Bochumer Verein, Bochum                              | 1955     |
| 3   | Jesus & Maria     | 1.010         | 620               | g' +5                          | Gregorius van Trier, Aken                            | 1512     |
| 4   | Lambertus         | 868           | 370               | a' -1                          | Gregorius van Trier, Aken                            | 1496     |
| 5   | Johannes          | 770           | 280               | c" +1                          | Wolfgang Hausen-Mabilon, Fa. Mabilon & Co., Saarburg | 1981     |
| 6   | Nikolaus & Agatha | 593           | 120               | e" +6                          | Peter van Trier, Aken                                | 1670     |